# Campionato mondiale femminile under 21 di pallavolo
Il campionato mondiale femminile under 21 di pallavolo è una competizione pallavolistica per squadre nazionali, organizzata con cadenza biennale dalla FIVB, riservata a giocatrici con un'età inferiore di 21 anni.

## Edizioni
| Edizione                                                             | Edizione           | Podio            | Podio               | Podio         |
| Anno                                                                 | Organizzatore      | Campione         | Seconda             | Terza         |
| -------------------------------------------------------------------- | ------------------ | ---------------- | ------------------- | ------------- |
| Dal 1977 al 2021 la competizione è riservata alle nazionali under 20 |                    |                  |                     |               |
| 1977 Dettagli                                                        | Brasile            | Corea del Sud    | Cina                | Giappone      |
| 1981 Dettagli                                                        | Messico            | Corea del Sud    | Perù                | Giappone      |
| 1985 Dettagli                                                        | Italia             | Cuba             | Giappone            | Cina          |
| 1987 Dettagli                                                        | Corea del Sud      | Brasile          | Corea del Sud       | Cina          |
| 1989 Dettagli                                                        | Perù               | Brasile          | Cuba                | Giappone      |
| 1991 Dettagli                                                        | Cecoslovacchia     | Unione Sovietica | Brasile             | Giappone      |
| 1993 Dettagli                                                        | Brasile            | Cuba             | Ucraina             | Corea del Sud |
| 1995 Dettagli                                                        | Thailandia         | Cina             | Brasile             | Russia        |
| 1997 Dettagli                                                        | Polonia            | Russia           | Italia              | Cina          |
| 1999 Dettagli                                                        | Canada             | Russia           | Brasile             | Corea del Sud |
| 2001 Dettagli                                                        | Rep. Dominicana    | Brasile          | Corea del Sud       | Cina          |
| 2003 Dettagli                                                        | Thailandia         | Brasile          | Cina                | Polonia       |
| 2005 Dettagli                                                        | Turchia            | Brasile          | Serbia e Montenegro | Cina          |
| 2007 Dettagli                                                        | Thailandia         | Brasile          | Cina                | Giappone      |
| 2009 Dettagli                                                        | Messico            | Germania         | Rep. Dominicana     | Brasile       |
| 2011 Dettagli                                                        | Perù               | Italia           | Brasile             | Cina          |
| 2013 Dettagli                                                        | Rep. Ceca          | Cina             | Giappone            | Brasile       |
| 2015 Dettagli                                                        | Porto Rico         | Rep. Dominicana  | Brasile             | Italia        |
| 2017 Dettagli                                                        | Messico            | Cina             | Russia              | Giappone      |
| 2019 Dettagli                                                        | Messico            | Giappone         | Italia              | Russia        |
| 2021 Dettagli                                                        | Belgio Paesi Bassi | Italia           | Serbia              | Russia        |
| Dal 2022 la competizione è riservata alle nazionali under 21         |                    |                  |                     |               |
| 2023 Dettagli                                                        | Messico            | Cina             | Italia              | Brasile       |
| 2025 Dettagli                                                        | Indonesia          | Italia           | Giappone            | Brasile       |

## Medagliere
| Pos. | Squadra          | 1º posto | 2º posto | 3º posto | Totale |
| ---- | ---------------- | -------- | -------- | -------- | ------ |
| 1    | Brasile          | 6        | 5        | 4        | 15     |
| 2    | Cina             | 4        | 3        | 6        | 13     |
| 3    | Italia           | 3        | 3        | 1        | 7      |
| 4    | Corea del Sud    | 2        | 2        | 2        | 6      |
| 5    | Russia           | 2        | 1        | 3        | 6      |
| 6    | Cuba             | 2        | 1        | 0        | 3      |
| 7    | Giappone         | 1        | 3        | 6        | 10     |
| 8    | Rep. Dominicana  | 1        | 1        | 0        | 2      |
| 9    | Unione Sovietica | 1        | 0        | 0        | 1      |
| 9    | Germania         | 1        | 0        | 0        | 1      |
| 11   | Serbia           | 0        | 2        | 0        | 2      |
| 12   | Perù             | 0        | 1        | 0        | 1      |
| 12   | Ucraina          | 0        | 1        | 0        | 1      |
| 14   | Polonia          | 0        | 0        | 1        | 1      |